# Fábio Chiuffa
Fábio Rocha Chiuffa, né le 10 mars 1989 à Promissão (São Paulo), est un handballeur brésilien, jouant au poste d'ailier droit.

## Biographie
En 2014, il rejoint le club espagnol de AD Ciudad de Guadalajara, puis s'engage en 2016 avec le KIF Copenhague.

## Résultats en équipe nationale
- Jeux olympiques
  - 7e place aux Jeux olympiques de 2016 à Rio de Janeiro
  - 10e place aux Jeux olympiques de 2021 à Tokyo
- Championnat du monde
  - 16e place au Championnat du monde 2015
  - 16e place au Championnat du monde 2017
  - 9e place au Championnat du monde 2019
  - 18e place au Championnat du monde 2021
  - 17e place au Championnat du monde 2023
- Jeux panaméricains
  -  Médaille d'argent aux Jeux panaméricains de 2011 à Guadalajara
  -  Médaille d'or aux Jeux panaméricain 2015
  -  Médaille de bronze aux Jeux panaméricains de 2019 à Lima
- Championnat panaméricain
  -  Médaille d'or au Championnat panaméricain 2016
  -  Médaille d'argent au Championnat panaméricain 2018
- Championnat d'Amérique du Sud et centrale
  -  Médaille d'argent au Championnat d'Amérique du Sud et centrale 2020
  -  Médaille d'or au Championnat d'Amérique du Sud et centrale 2022

## Distinctions
- Élu meilleur ailier droit du Championnat panaméricain en 2016 et 2018
- Élu meilleur ailier droit du Championnat d'Amérique du Sud et centrale 2020
- Meilleur buteur du Championnat panaméricain 2018